# Steffen Freund
Steffen Freund (19 de enero de 1970) es un exfutbolista alemán, se desempeñaba como centrocampista y su último club fue el Leicester City. Actualmente es el segundo entrenador del Tottenham Hotspur.

## Clubes
| Club                 | País       | Años      |
| -------------------- | ---------- | --------- |
| FC Stahl Brandenburg | Alemania   | 1989-1991 |
| Schalke 04           | Alemania   | 1991-1993 |
| Borussia Dortmund    | Alemania   | 1993-1998 |
| Tottenham Hotspur    | Inglaterra | 1998-2003 |
| FC Kaiserslautern    | Alemania   | 2003-2004 |
| Leicester City       | Inglaterra | 2004      |

## Palmarés
Borussia Dortmund
- Bundesliga: 1994-95, 1995-96
- UEFA Champions League: 1997
- Copa Intercontinental: 1997

Tottenham Hotspur
- Carling Cup: 1999

Selección de fútbol de Alemania
- Eurocopa 1996

- Datos: Q505864
- Multimedia: Steffen Freund / Q505864